# Las Pilas (Teksas)
Las Pilas je naseljeno mjesto za statističke potrebe u američkoj saveznoj državi Teksas. Prema popisu stanovništva iz 2010. u njemu je živjelo 28 stanovnika.